# Ye Chong
Pour les articles homonymes, voir Ye.
Dans ce nom chinois, le nom de famille, Ye, précède le nom personnel.
Ye Chong (chinois : 葉沖) (né le 29 novembre 1969 à Shanghai) est un escrimeur chinois, spécialiste du fleuret.

## Carrière
En 1989, il remporte le titre lors des Championnats du monde juniors d'escrime, devenant le premier Chinois à cette place.
Il a été médaillé olympique en 2000 à Sydney et en 2004 à Athènes (argent par équipes).